# Entodon acutifolius
Entodon acutifolius är en bladmossart som beskrevs av Hu Ren-liang 1983. Entodon acutifolius ingår i släktet Entodon och familjen Entodontaceae. Inga underarter finns listade i Catalogue of Life.